# Großer Nock
Der Große Nock ist eine Graterhebung in der Nordflanke des Blaubergkamms unterhalb des Blaubergkopfes in den Bayerischen Voralpen. Von der Blaubergschneid zwischen Schildenstein und Halserspitz führen drei Seitengrate ins Tal der Hofbauernweißach. Diese Grate mit nur leicht ausgeprägten Gratabsätzen sind der Große Berg, der Große Nock und der Kleine Nock.
Der Große Nock erhebt sich dabei oberhalb der verfallenen Hofbauernweißachalm. 
Auf den Großen Nock führen keine Wege.